# José Agustín Caballero
José Agustín Caballero (La Habana, Cuba, 28 de agosto de 1762 - La Habana, Cuba, 6 de abril de 1835) fue un sacerdote, teólogo y filósofo cubano. Está considerado como el primero en difundir las teorías cartesianas en la isla de Cuba.

## Biografía
A la edad de doce años comenzó sus estudios en el Seminario de San Carlos y San Ambrosio, en La Habana. Posteriormente ingresó en la Colegio de San Gerónimo de La Habana, donde obtuvo los títulos de Bachiller en Artes en el año 1781, Bachiller en Sagrada Teología en 1787 y Doctor en Sagrada Teología en 1788. Para el año 1781 se dedicó al sacerdocio.

### Labor
Se le conoce como uno de los más importantes representantes de la Ilustración Reformista criolla desde los finales del siglo XVIII y principios del XIX, un movimiento ideológico que dio comienzo a la reforma de los estudios de la Filosofía en Cuba, introduciendo en sus lecciones de Filosofía, las doctrinas de Locke y Condillac, así como distintos aspectos de la física de Isaac Newton, además de ser el responsable del comienzo de la transformación cultural e ideológica en la Isla. Poseedor de una obra literaria extensa, que abarcó desde temas sociales hasta críticas literarias. También fue traductor, llevando al español distintas obras en latín, inglés, y francés.
Su labor intelectual se enmarca en las reformas a la educación de nivel medio en Cuba y sus notables esfuerzos por lograr una enseñanza primaria gratuita. Fue maestro de maestros y, entre sus alumnos destacan Félix Varela, José Antonio Saco, y su sobrino José de la Luz y Caballero. Participó en la creación del Papel Periódico de la Havana, primer periódico publicado en Cuba en el año 1790, siendo su primer redactor, además de colaborar en El Observador Habanero.
Entre sus obras más destacadas se encuentran: Philosophia electiva (1944), “Discurso sobre la Física” (1791), Discurso filosófico (1798), Las ideas y la filosofía en Cuba (1970).
Murió el 6 de abril de 1835 en el Seminario de San Carlos de La Habana, a la edad de 73 años.